# NGC 3081
NGC 3081 =  IC 2529 ist eine linsenförmige Galaxie mit aktivem Galaxienkern vom Hubble-Typ SB0/a im Sternbild Wasserschlange südlich der Ekliptik. Sie ist schätzungsweise 98 Millionen Lichtjahre von der Milchstraße entfernt und hat einen Durchmesser von etwa 65.000 Lj.
Das Objekt wurde am 21. Dezember 1786 von William Herschel entdeckt und in den NGC aufgenommen. Von Lewis Swift wiederentdeckt am 11. April 1898 und in den IC aufgenommen.